# Layvin Kurzawa
Layvin Kurzawa (Fréjus, 4 settembre 1992) è un calciatore francese, difensore svincolato.

## Biografia
È nato in Francia da padre guadalupense e madre polacca.

## Caratteristiche tecniche
È un terzino sinistro prevalentemente di spinta, con grandi doti offensive. Ha un buon mancino, è dotato di un discreto fisico e di una buona velocità, che gli permettono di ingaggiare senza problemi scontri corpo a corpo, e ha buoni tempi d'inserimento. All'occorrenza può giocare anche come centrocampista esterno a sinistra.

## Carriera

### Club

#### Monaco
Viene convocato per la prima volta in prima squadra il 22 settembre 2010, data in cui fa il suo esordio da professionista nel match di Coppa di Lega, Monaco-Lens, vinta dai monegaschi 1-0, partendo titolare, per poi essere sostituito al 65º minuto. Il suo debutto in Ligue 1 avviene invece nel match perso 2-1 contro il Lorient. Nella sua prima stagione da calciatore professionista, disputa in totale 6 incontri; il Monaco, arrivato tra gli ultimi tre in campionato, retrocede in Ligue 2.
Nella stagione seguente il club passa nelle mani del russo Dmitrij Rybolovlev e Kurzawa sigla il suo primo contratto da professionista nel febbraio del 2012. A fine anno gioca solamente 4 partite in campionato.
Nella stagione 2012-2013, in cui il Monaco ottiene la promozione in Ligue 1 con due giornate di anticipo, Kurzawa disputa 8 match di campionato e realizza il suo primo assist, nel match vinto 2-1 contro l'Angers. Segna inoltre il suo primo gol da professionista contro il Toulon (match vinto 3-1) in Coppa di Lega.
Al suo ritorno in Ligue 1 la squadra viene rinforzata da giocatori come Eric Abidal e Ricardo Carvalho. Kurzawa è subito titolare e fa un assist nell'incontro vinto 2-0 contro il Bordeaux. Nella quarta giornata fa un altro assist nel match vinto 2-1 a Marsiglia contro l'Olympique.

#### Paris Saint-Germain e prestito al Fulham

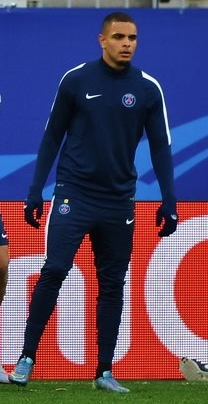
Kurzawa in allenamento con il PSG nel 2015

Il 27 agosto 2015 viene acquistato dal Paris Saint-Germain per 25 milioni di euro. Non convocato per la partita contro la sua ex squadra esordisce con la nuova maglia alla 5ª giornata nel pareggio interno per 2-2 contro il Bordeaux. Nella gara giocata e vinta 4-1 sul capo del Nantes raggiunge quota 100 presenze in carriera.
Il 31 ottobre 2017, in occasione del match di Champions League contro l'Anderlecht, Kurzawa mette a segno la sua prima tripletta in carriera.
Con il passare degli anni il suo impiego va via via diminuendo, tanto che il calciatore si ritroverà ai margini della rosa nella stagione 2021-2022.
Il 1º settembre 2022, venne ceduto in prestito stagionale, al Fulham, militante in Premier League. Mette insieme solo 6 presenze e 2 gol tra Premier e coppe. Tornato a Parigi a fine stagione, nel 2023-2024 gioca solo una partita in Ligue 1 e al termine dell'annata rimane svincolato.

#### Boavista
Rimane senza squadra sino al 12 febbraio 2025, giorno in cui si accasa ai portoghesi del Boavista.

### Nazionale
Kurzawa è nato in Francia da padre guadalupese e madre polacca, della quale mantiene il cognome; dopo varie presenze nelle nazionali giovanili, il 14 novembre 2014 fa il suo esordio con la nazionale francese, subentrando al 70' a Lucas Digne nell'amichevole pareggiata per 1-1 contro l'Albania. Il 1º settembre 2016 realizza la sua prima rete in nazionale, siglando il terzo goal transalpino durante l'amichevole contro l'Italia.

## Statistiche

### Presenze e reti nel club
Statistiche aggiornate al 3 maggio 2025.
| Stagione                   | Squadra                    | Campionato                 | Campionato | Campionato | Coppe nazionali | Coppe nazionali | Coppe nazionali | Coppe continentali | Coppe continentali | Coppe continentali | Altre coppe | Altre coppe | Altre coppe | Totale | Totale |
| Stagione                   | Squadra                    | Comp                       | Pres       | Reti       | Comp            | Pres            | Reti            | Comp               | Pres               | Reti               | Comp        | Pres        | Reti        | Pres   | Reti   |
| -------------------------- | -------------------------- | -------------------------- | ---------- | ---------- | --------------- | --------------- | --------------- | ------------------ | ------------------ | ------------------ | ----------- | ----------- | ----------- | ------ | ------ |
| 2010-2011                  | Monaco                     | L1                         | 5          | 0          | CF+CdL          | 0+1             | 0               | -                  | -                  | -                  | -           | -           | -           | 6      | 0      |
| 2011-2012                  | Monaco                     | L2                         | 4          | 0          | CF+CdL          | 0               | 0               | -                  | -                  | -                  | -           | -           | -           | 4      | 0      |
| 2012-2013                  | Monaco                     | L2                         | 8          | 0          | CF+CdL          | 2+3             | 1+0             | -                  | -                  | -                  | -           | -           | -           | 13     | 1      |
| 2013-2014                  | Monaco                     | L1                         | 28         | 5          | CF+CdL          | 1+0             | 0               | -                  | -                  | -                  | -           | -           | -           | 29     | 5      |
| 2014-2015                  | Monaco                     | L1                         | 27         | 0          | CF+CdL          | 2+2             | 0               | UCL                | 8                  | 0                  | -           | -           | -           | 39     | 0      |
| lug.-ago. 2015             | Monaco                     | L1                         | 3          | 1          | CF+CdL          | 0               | 0               | UCL                | 3                  | 2                  | -           | -           | -           | 6      | 3      |
| Totale Monaco              | Totale Monaco              | Totale Monaco              | 75         | 6          |                 | 11              | 1               |                    | 11                 | 2                  |             | -           | -           | 97     | 9      |
| ago. 2015-2016             | Paris Saint-Germain        | L1                         | 16         | 3          | CF+CdL          | 4+4             | 0               | UCL                | 1                  | 0                  | SF          | -           | -           | 25     | 3      |
| 2016-2017                  | Paris Saint-Germain        | L1                         | 18         | 2          | CF+CdL          | 1+1             | 0               | UCL                | 5                  | 0                  | SF          | 1           | 1           | 26     | 3      |
| 2017-2018                  | Paris Saint-Germain        | L1                         | 20         | 2          | CF+CdL          | 1+0             | 0               | UCL                | 6                  | 3                  | SF          | 1           | 0           | 28     | 5      |
| 2018-2019                  | Paris Saint-Germain        | L1                         | 19         | 1          | CF+CdL          | 2+0             | 0               | UCL                | 0                  | 0                  | SF          | 0           | 0           | 21     | 1      |
| 2019-2020                  | Paris Saint-Germain        | L1                         | 14         | 1          | CF+CdL          | 5+2             | 0               | UCL                | 4                  | 0                  | SF          | 0           | 0           | 25     | 1      |
| 2020-2021                  | Paris Saint-Germain        | L1                         | 19         | 1          | CF              | 2               | 0               | UCL                | 5                  | 0                  | SF          | 1           | 0           | 27     | 1      |
| 2021-2022                  | Paris Saint-Germain        | L1                         | 0          | 0          | CF              | 0               | 0               | UCL                | 0                  | 0                  | SF          | 1           | 0           | 1      | 0      |
| 2022-2023                  | Fulham                     | PL                         | 3          | 0          | FACup+CdL       | 3+0             | 2               | -                  | -                  | -                  | -           | -           | -           | 6      | 2      |
| 2023-2024                  | Paris Saint-Germain        | L1                         | 1          | 0          | CF              | 0               | 0               | UCL                | 0                  | 0                  | SF          | 0           | 0           | 1      | 0      |
| Totale Paris Saint-Germain | Totale Paris Saint-Germain | Totale Paris Saint-Germain | 107        | 10         |                 | 22              | 0               |                    | 21                 | 3                  |             | 4           | 1           | 154    | 14     |
| feb.-giu. 2025             | Boavista                   | PL                         | 4          | 0          | CP              | -               | -               | -                  | -                  | -                  | -           | -           | -           | 4      | 0      |
| Totale carriera            | Totale carriera            | Totale carriera            | 189        | 16         |                 | 36              | 3               |                    | 32                 | 5                  |             | 4           | 1           | 261    | 25     |

### Cronologia presenze e reti in nazionale
| Cronologia completa delle presenze e delle reti in nazionale ― Francia | Cronologia completa delle presenze e delle reti in nazionale ― Francia | Cronologia completa delle presenze e delle reti in nazionale ― Francia | Cronologia completa delle presenze e delle reti in nazionale ― Francia | Cronologia completa delle presenze e delle reti in nazionale ― Francia | Cronologia completa delle presenze e delle reti in nazionale ― Francia | Cronologia completa delle presenze e delle reti in nazionale ― Francia | Cronologia completa delle presenze e delle reti in nazionale ― Francia |
| Data                                                                   | Città                                                                  | In casa                                                                | Risultato                                                              | Ospiti                                                                 | Competizione                                                           | Reti                                                                   | Note                                                                   |
| ---------------------------------------------------------------------- | ---------------------------------------------------------------------- | ---------------------------------------------------------------------- | ---------------------------------------------------------------------- | ---------------------------------------------------------------------- | ---------------------------------------------------------------------- | ---------------------------------------------------------------------- | ---------------------------------------------------------------------- |
| 14-11-2014                                                             | Rennes                                                                 | Francia                                                                | 1 – 1                                                                  | Albania                                                                | Amichevole                                                             | -                                                                      | 70’                                                                    |
| 18-11-2014                                                             | Marsiglia                                                              | Francia                                                                | 1 – 0                                                                  | Svezia                                                                 | Amichevole                                                             | -                                                                      | 78’                                                                    |
| 1-9-2016                                                               | Bari                                                                   | Italia                                                                 | 1 – 3                                                                  | Francia                                                                | Amichevole                                                             | 1                                                                      | 90+2’                                                                  |
| 6-9-2016                                                               | Borisov                                                                | Bielorussia                                                            | 0 – 0                                                                  | Francia                                                                | Qual. Mondiali 2018                                                    | -                                                                      |                                                                        |
| 7-10-2016                                                              | Saint-Denis                                                            | Francia                                                                | 4 – 1                                                                  | Bulgaria                                                               | Qual. Mondiali 2018                                                    | -                                                                      |                                                                        |
| 10-10-2016                                                             | Amsterdam                                                              | Paesi Bassi                                                            | 0 – 1                                                                  | Francia                                                                | Qual. Mondiali 2018                                                    | -                                                                      |                                                                        |
| 28-3-2017                                                              | Saint-Denis                                                            | Francia                                                                | 0 – 2                                                                  | Spagna                                                                 | Amichevole                                                             | -                                                                      |                                                                        |
| 31-8-2017                                                              | Saint-Denis                                                            | Francia                                                                | 4 – 0                                                                  | Paesi Bassi                                                            | Qual. Mondiali 2018                                                    | -                                                                      | 85’                                                                    |
| 3-9-2017                                                               | Tolosa                                                                 | Francia                                                                | 0 – 0                                                                  | Lussemburgo                                                            | Qual. Mondiali 2018                                                    | -                                                                      |                                                                        |
| 10-11-2017                                                             | Saint-Denis                                                            | Francia                                                                | 2 – 0                                                                  | Galles                                                                 | Amichevole                                                             | -                                                                      |                                                                        |
| 14-11-2017                                                             | Colonia                                                                | Germania                                                               | 2 – 2                                                                  | Francia                                                                | Amichevole                                                             | -                                                                      | 82’                                                                    |
| 22-3-2019                                                              | Chișinău                                                               | Moldavia                                                               | 1 – 4                                                                  | Francia                                                                | Qual. Euro 2020                                                        | -                                                                      |                                                                        |
| 25-3-2019                                                              | Saint-Denis                                                            | Francia                                                                | 4 – 0                                                                  | Islanda                                                                | Qual. Euro 2020                                                        | -                                                                      | 85’                                                                    |
| Totale                                                                 |                                                                        | Presenze                                                               | 13                                                                     |                                                                        | Reti                                                                   | 1                                                                      |                                                                        |

## Palmarès

### Club

#### Competizioni nazionali
- Ligue 2: 1

Monaco: 2012-2013
- Coppa di Lega francese: 4

Paris Saint-Germain: 2015-2016, 2016-2017, 2017-2018, 2019-2020
- Campionato francese: 5

Paris Saint-Germain: 2015-2016, 2017-2018, 2018-2019, 2019-2020,  2023-2024
- Coppa di Francia: 5

Paris Saint-Germain: 2015-2016, 2016-2017, 2017-2018, 2019-2020, 2020-2021
- Supercoppa francese: 6

Paris Saint-Germain: 2016, 2017, 2018, 2020, 2022, 2023